# Ryo Kawasaki
Ryo Kawasaki, född 25 februari 1947 i Kōenji, Suginami, Tokyo, Japan, död 13 april 2020 i Tallinn, Estland, var en japansk gitarrist, kompositör och dataprogrammerare. Hans intresse för musik väcktes tidigt i livet och fortsatte genom hans ungdom, samtidigt som han studerade kvantmekanik på Nippons universitet. Som 22-åring albumdebuterade han och var under det tidiga 1970-talet flitig studiomusiker i Japan. 1973 reste han till USA och anlände till New York där han började uppträda flitigt som jazzgitarrist. Efter ett tag kontaktades han av Gil Evans som bjöd in honom att medverka på skivan Plays Jimi Hendrix där man gjorde jazztolkningar av Hendrix låtar. Hans USA-debut som soloartist blev albumet Juice 1976 på RCA Records, och han var då en av de första japanska musikerna som fick skivkontrakt på ett större amerikanskt bolag. Samma år turnerade han med Elvin Jones band och spelade även med Chico Hamilton. På 1980-talet bildade han sin egen fusiongrupp The Golden Dragon och gav ett flertal konserter med dem. Efter att på 1980-talet ägnat sig åt datorprogramering, bland annat musikprogram till Commodore 64-datorer, och arbetat som musikproducent återvände Kawasaki 1991 till jazzmusiken och har fortsatt att ge ut nya album av varierande karaktär in på 2000-talet.